# Chaouki Guehche
Chaouki Guehche (en arabe : شوقي قحش) est un footballeur algérien né le 7 août 1979 à El Milia dans la wilaya de Jijel. Il évoluait au poste d'arrière droit.

## Biographie
Il évolue en première division algérienne avec les clubs, du CS Constantine et du WA Tlemcen. Il dispute 39 matchs en inscrivant deux buts en Ligue 1.